# Kanton Clisson
Der Kanton Clisson (bretonisch Kanton Klison) ist seit 1790 ein französischer Wahlkreis im Arrondissement Nantes, im Département Loire-Atlantique und in der Region Pays de la Loire; sein Hauptort ist Clisson.

## Geschichte
Der Kanton entstand 1790; er gehörte 1801/1802 kurz zum Kanton Vieille-Vigne. Von 1790 bis 1801 und 1802 bis 2015 gehörten sieben Gemeinden zum Kanton Clisson. Mit der Neuordnung der Kantone in Frankreich stieg die Zahl der Gemeinden 2015 auf zwölf. Zu den sieben bisherigen Gemeinden kamen fünf der acht Gemeinden des bisherigen Kantons Aigrefeuille-sur-Maine hinzu.

## Lage
Der Kanton liegt im Südosten des Départements Loire-Atlantique.

## Gemeinden
Der Kanton besteht aus zwölf Gemeinden mit insgesamt 42.057 Einwohnern (Stand: 1. Januar 2022) auf einer Gesamtfläche von 253,55 km²:
| Gemeinde                 | Gallo                   | Bretonisch         | Einwohner (2022) | Fläche (km²) | Code postal | Code Insee |
| ------------------------ | ----------------------- | ------------------ | ---------------- | ------------ | ----------- | ---------- |
| Aigrefeuille-sur-Maine   | Aègerfoeylh             | Kellenneg-ar-Mewan | 4.121            | 14,58        | 44140       | 44002      |
| Boussay                  | Bóczaè                  | Beuzid-Klison      | 2.814            | 26,45        | 44190       | 44022      |
| Clisson                  | Cliczon                 | Klison             | 7.459            | 11,3         | 44190       | 44043      |
| Gétigné                  | Jestinyaé               | Yestinieg          | 3.794            | 23,97        | 44190       | 44063      |
| Gorges                   | Gorj                    | Gored              | 5.090            | 15,77        | 44190       | 44064      |
| La Planche               | La Plaunch              | Ar Plank           | 2.802            | 24,42        | 44140       | 44127      |
| Maisdon-sur-Sèvre        | Maédon                  | Maezon-ar-Gwini    | 3.071            | 17,45        | 44690       | 44088      |
| Monnières                | Monierr                 | Meliner            | 2.341            | 9,78         | 44690       | 44100      |
| Remouillé                | Remólhaé                | Ruvelieg           | 1.932            | 21,38        | 44140       | 44142      |
| Saint-Hilaire-de-Clisson | Saent-Ilaèrr            | Sant-Eler-Neved    | 2.405            | 18,43        | 44190       | 44165      |
| Saint-Lumine-de-Clisson  | Saent-Luminn-de-Cliczon | Sant-Leven-Klison  | 2.118            | 18,26        | 44190       | 44173      |
| Vieillevigne             | Véylh-Viyn              | Henwinieg          | 4.110            | 51,76        | 44116       | 44216      |
| Kanton Clisson           | Cliczon                 | Klison             | 42.057           | 253,55       | -           | 4407       |

Der alte Kanton Clisson umfasste sieben Gemeinden auf einer Fläche von 123,96 km². Diese waren: Boussay, Clisson (Hauptort), Gétigné, Gorges, Monnières, Saint-Hilaire-de-Clisson und Saint-Lumine-de-Clisson. Er besaß vor 2015 einen anderen INSEE-Code als heute, nämlich 4409.

## Bevölkerungsentwicklung
| 1962   | 1968   | 1975   | 1982   | 1990   | 1999   | 2006   | 2013   |
| ------ | ------ | ------ | ------ | ------ | ------ | ------ | ------ |
| 12.160 | 12.938 | 13.859 | 15.845 | 17.294 | 18.389 | 21.085 | 23.506 |

## Politik
Im 1. Wahlgang am 22. März 2015 erreichte keines der vier Wahlpaare die absolute Mehrheit. Bei der Stichwahl am 29. März 2015 gewann das Gespann François Guillot (UMP/LR)/Nelly Sorin (DVD) gegen Josette Boussonniere/Philippe Gergaud (beide DVG) mit einem Stimmenanteil von 57,68 % (Wahlbeteiligung:49,37 %).
Seit 1945 hatte der Kanton folgende Abgeordnete im Rat des Départements:
| Vertreter im conseil général des Départements | Vertreter im conseil général des Départements | Vertreter im conseil général des Départements                           |
| Amtszeit                                      | Name                                          | Partei                                                                  |
| --------------------------------------------- | --------------------------------------------- | ----------------------------------------------------------------------- |
| 1945–1992                                     | Joseph-Henri Maujouan du Gasset               | Parti républicain de la liberté, dann Républicains indépendants und UDF |
| 1992–1998                                     | Marie-Loïc Richard                            | UDF                                                                     |
| 1998–2015                                     | Michel Merlet                                 | PS                                                                      |
| 2015–                                         | François Guillot Nelly Sorin                  | LR DVD                                                                  |